# Короченки
Короченки (укр. Короченки) — село на Украине, находится в Чудновском районе Житомирской области.
Код КОАТУУ — 1825888403. Население по переписи 2001 года составляет 603 человека. Почтовый индекс — 13220. Телефонный код — 4139. Занимает площадь 1,64 км².

## Адрес местного совета
13220, Житомирская область, Чудновский р-н, с. Тютюнники, ул. Лонского, 3